# Port morski Szczecin

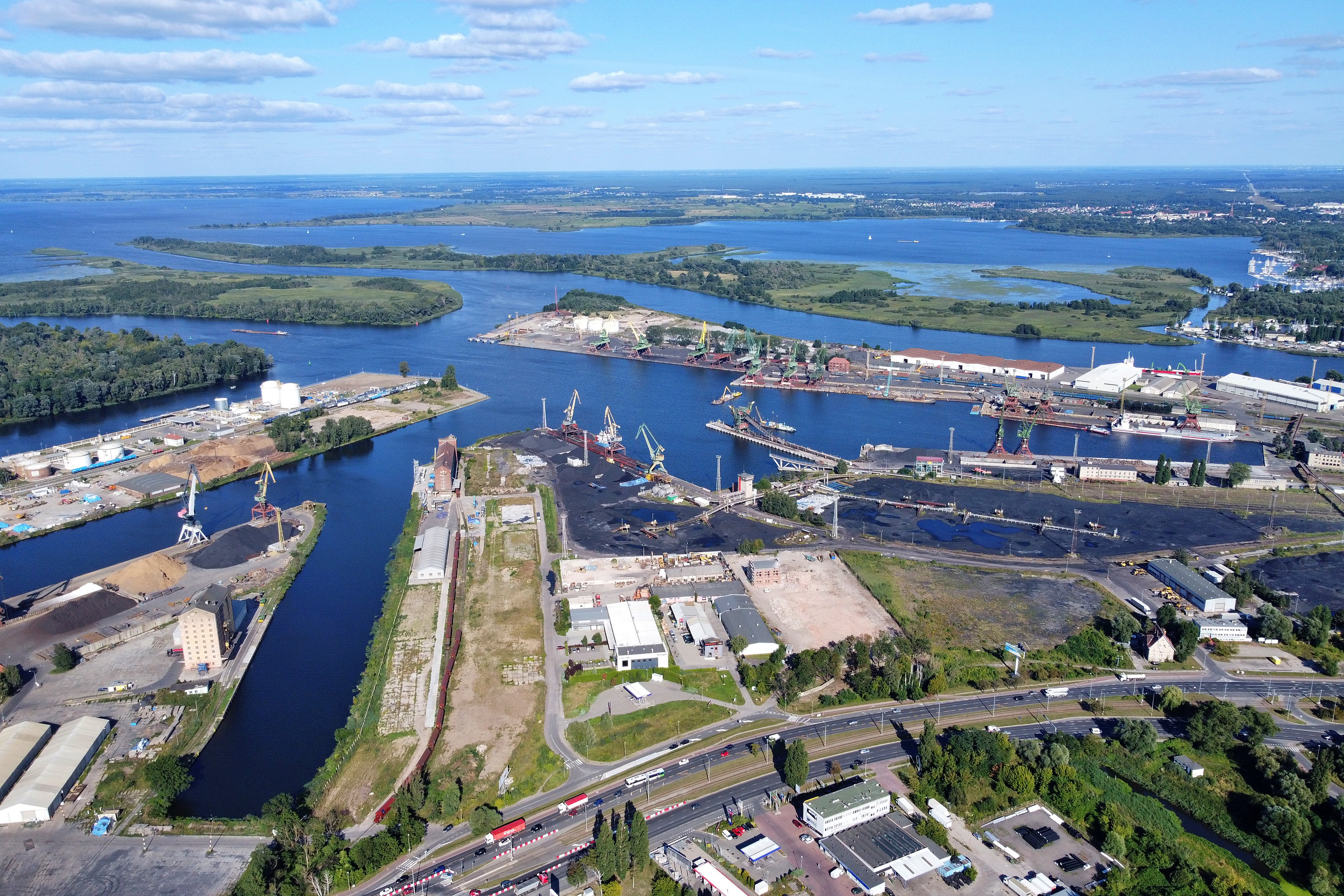
Rejon przeładunków masowych w szczecińskim porcie

Port morski Szczecin – handlowy port morski i rzeczny w woj. zachodniopomorskim w Szczecinie, usytuowany nad Odrą i kanałami osiedla Międzyodrze-Wyspa Pucka, w Dolinie Dolnej Odry.
Port obsługuje transporty ładunków drobnicowych – w tym kontenery, wyroby hutnicze i ładunki wielkogabarytowe, jak i ładunków masowych – suchych i płynnych. 

Razem z portem w Świnoujściu tworzy największy kompleks portowy na południowym Bałtyku położony u ujścia Odry. Oba porty oferują także usługi przeładunkowo-składowe dla towarów rolno-spożywczych. Obroty ładunkowe zespołu portowego Szczecin-Świnoujście w 2015 r. wynosiły 23 174,4 tys. ton.
W polskim prawodawstwie porty morskie w Szczecinie i Świnoujściu są portami o podstawowym znaczeniu dla gospodarki narodowej.
Porty morskie w Szczecinie i Świnoujściu leżą na najkrótszej trasie przebiegającej ze Skandynawii do Europy Środkowej i Południowej, mają status portów bazowych sieci TEN-T i stanowią integralne ogniwa międzynarodowego korytarza transportowego Bałtyk–Adriatyk (tzw. Korytarz Szczeciński oś Szczecin-Świnoujście–Poznań–Wrocław–Ostrawa). Od strony lądu porty w Szczecinie i Świnoujściu skomunikowane są infrastrukturą transportu drogowego (DK 3/S3, A6), kolejowego (CE 59, E59) oraz wodnego – śródlądowego (E30).

## Położenie
Port morski Szczecin jest położony w zachodniej części woj. zachodniopomorskiego, w środkowej części Szczecina, w dzielnicy Śródmieście.
Znajduje się w odległości ok. 37 Mm (68 km) na południe od Zatoki Pomorskiej i ok. 6 Mm (11 km) od Zalewu Szczecińskiego.
Port morski Szczecin jest usytuowany nad Odrą i kanałami osiedla Międzyodrze-Wyspa Pucka. Położony jest w zachodniej części Pobrzeża Szczecińskiego, w północnej części Doliny Dolnej Odry na Międzyodrzu. W skład portu wchodzą akweny będące odgałęzieniami Odry i kanałami: Przekop Mieleński, Kanał Grabowski, Duńczyca, Kanał Wrocławski, Parnica, Kanał Dębicki oraz jezioro Dąbie.
Odcinek Odry pomiędzy Zalewem Szczecińskim a wodami portu morskiego Szczecin ma status morskich wód wewnętrznych, a granice portu morskiego zostały określone przez Ministra Żeglugi w 1957 roku.
Podejście do portu od północy odbywa się torem wodnym Świnoujście–Szczecin, a wejście na obszar portu następuje po minięciu Wyspy Żurawiej, leżącej na północ od wyspy Dębina.
Granice portu stanowią:
- od północy (Kanał Skolwiński)  – teren portu rozciąga się ok. 6 mil wzdłuż brzegów rzeki Odry do Trasy Zamkowej;
- od południa – Parnica i baseny na południowym końcu Przekopu Mieleńskiego na Zaleskich Łęgach;
- od wschodu – od nabrzeża Regalica na Regalicy, wschodni brzeg Przekopu Mieleńskiego i rzeki Odry na północ do końca wyspy Dębiny.

Eksploatowane tereny portowe obejmują zachodni brzeg rzeki Odry od Wyspy Żurawiej do Śródmieścia oraz odgałęzienia rzeki: Parnicę i Duńczycę.

## Działalność

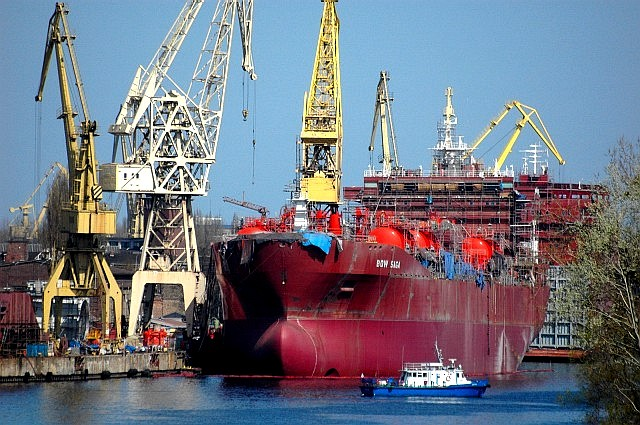
Stocznia Szczecińska Nowa

Port morski w Szczecinie jest największym portem rzecznym w zlewni Odry, do której należą takie duże rzeki jak Warta, Noteć czy Nysa Łużycka. Według ustawy o obszarach morskich, port morski w Szczecinie należy do portów o podstawowym znaczeniu dla gospodarki narodowej.
Połączenie portu w Szczecinie z Morzem Bałtyckim poprzez tor wodny i port morski Świnoujście, a także położenie geograficzne obu portów spowodowały, że są one ze sobą związane gospodarczo tworząc zespół portów. Porty te są zarządzane przez spółkę akcyjną użyteczności publicznej – Zarząd Morskich Portów Szczecin i Świnoujście.
Zespół portów morskich Szczecin i Świnoujście stanowi najbliższe duże zaplecze gospodarki morskiej dla obszaru zachodniej i południowo-zachodniej Polski, które skupia istotne obszary przemysłowe kraju, takie jak: Górnośląski Okręg Przemysłowy, aglomeracja wrocławska i aglomeracja poznańska. Duże znaczenie dla portu w Szczecinie ma także położenie blisko Niemiec, a przede wszystkim Berlina, odległego o 140 km od Szczecina. Ponadto od wielu lat porty morskie Szczecin i Świnoujście są dla Czech i Słowacji portami tranzytowymi o największym znaczeniu.
| Grupy ładunków                   | Obroty [tys. ton] | %    |
| -------------------------------- | ----------------- | ---- |
| Drobnica                         | 11 264,6          | 49%  |
| Węgiel i koks                    | 3 119,8           | 13%  |
| Zboże                            | 1 743,9           | 16%  |
| Rudy                             | 1 851,9           | 7%   |
| Ropa i przetwory naftowe         | 1 738,9           | 7%   |
| Drewno                           | 14,3              | 0,6% |
| Inne masowe                      | 3 451,0           | 14%  |
| Razem (Σ)                        | 23 174,4          |      |
| Przeładunki kontenerów TEU (20') | 87 784,0          |      |

Port obsługuje wycieczkowce rzeczne, a także pełnomorskie. Do portu zawijają regularnie towarowe linie żeglugowe z Danii, Estonii, Finlandii, Holandii, Irlandii, Litwy, Łotwy, Niemiec, Norwegii, Rosji, Wielkiej Brytanii.
Port obsługuje armatorów z całego świata, a jest portem macierzystym dwóch dużych: Polskiej Żeglugi Morskiej i Euroafrica.
Największym przedsiębiorstwem produkcyjnym w porcie była Stocznia Szczecińska Nowa, która w 2005 roku zatrudniała ok. 5300 pracowników własnych oraz ok. 1500 pracowników firm podwykonawczych.
W 2009 r. w porcie działało 8 chłodni składowych, które specjalizowały się głównie w składowaniu ryby mrożonej. Dwie spośród nich znajdują się na obszarze portu, tj. Chłodnia Szczecińska oraz Centrum Logistyczne „Gryf”. Oferują one powierzchnię z możliwością składowania łącznie do 23,5 tys. ton towarów.
Ruch graniczny w porcie jest obsługiwany przez morskie przejście graniczne Szczecin.

## Warunki nawigacyjne

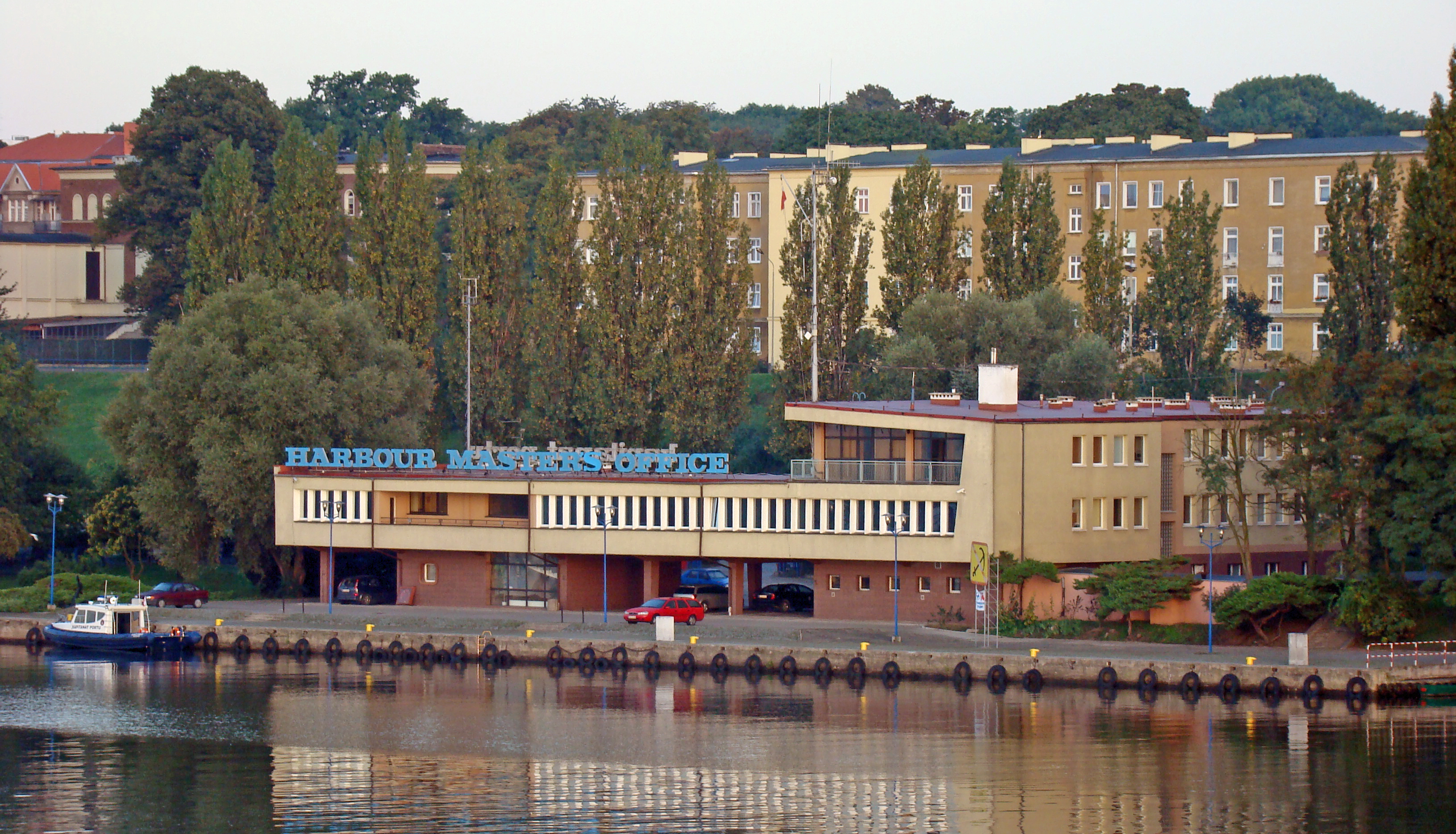
Kapitanat Portu Szczecin

Statki pełnomorskie płynące do portu Szczecin przepływają najpierw przez port morski Świnoujście, a następnie wykorzystują łączący oba porty tor wodny Świnoujście–Szczecin. Tor przechodzi przez cieśninę Świnę, Kanał Piastowski, Zalew Szczeciński i północny odcinek rzeki Odry.
Długość całkowita statków wchodzących i wychodzących z portu Szczecin nie może przekraczać 215 m, a szerokość całkowita 31 m. Zanurzenie statków wchodzących i wychodzących z portu nie może przekraczać 9,15 m przy długości całkowitej do 160 m.
Wchodzić do portu i być obsłużone mogą statki o parametrach 61 tys. ton nośności. W uzasadnionych przypadkach, przy zachowaniu szczególnych reżimów, otrzymują zgodę na wejście lub wyjście z portu statki o parametrach przekraczających dopuszczalne.
Nie występują tu pływy, a obszar portu jest wolny od zalodzenia zwykle przez cały rok. Tylko przedłużające się i silne mrozy mogą skutkować tworzeniem się lodu, lecz wtedy kanały i baseny portowe są udrażniane przez lodołamacze.
Ruchem statków nadzoruje i kieruje Kapitanat Portu Szczecin, a infrastrukturą portową administruje Zarząd Morskich Portów Szczecin i Świnoujście SA. Za utrzymanie urządzeń nawigacyjnych toru wodnego Świnoujście–Szczecin i zespołu portowego odpowiada Urząd Morski w Szczecinie (Baza Oznakowania Nawigacyjnego).
W porcie morskim Szczecin działa system kontroli ruchu statków VTS. Z systemu mają obowiązek korzystać jednostki znajdujące się lub zamierzające wpłynąć na obszar VTS Szczecin, których długość statku lub zespołu holowniczego (bądź pchanego) wynosi więcej niż 20 m, a także statki z ładunkiem niebezpiecznym i statki przewożące pasażerów w celu zarobkowym.

## Infrastruktura portowa

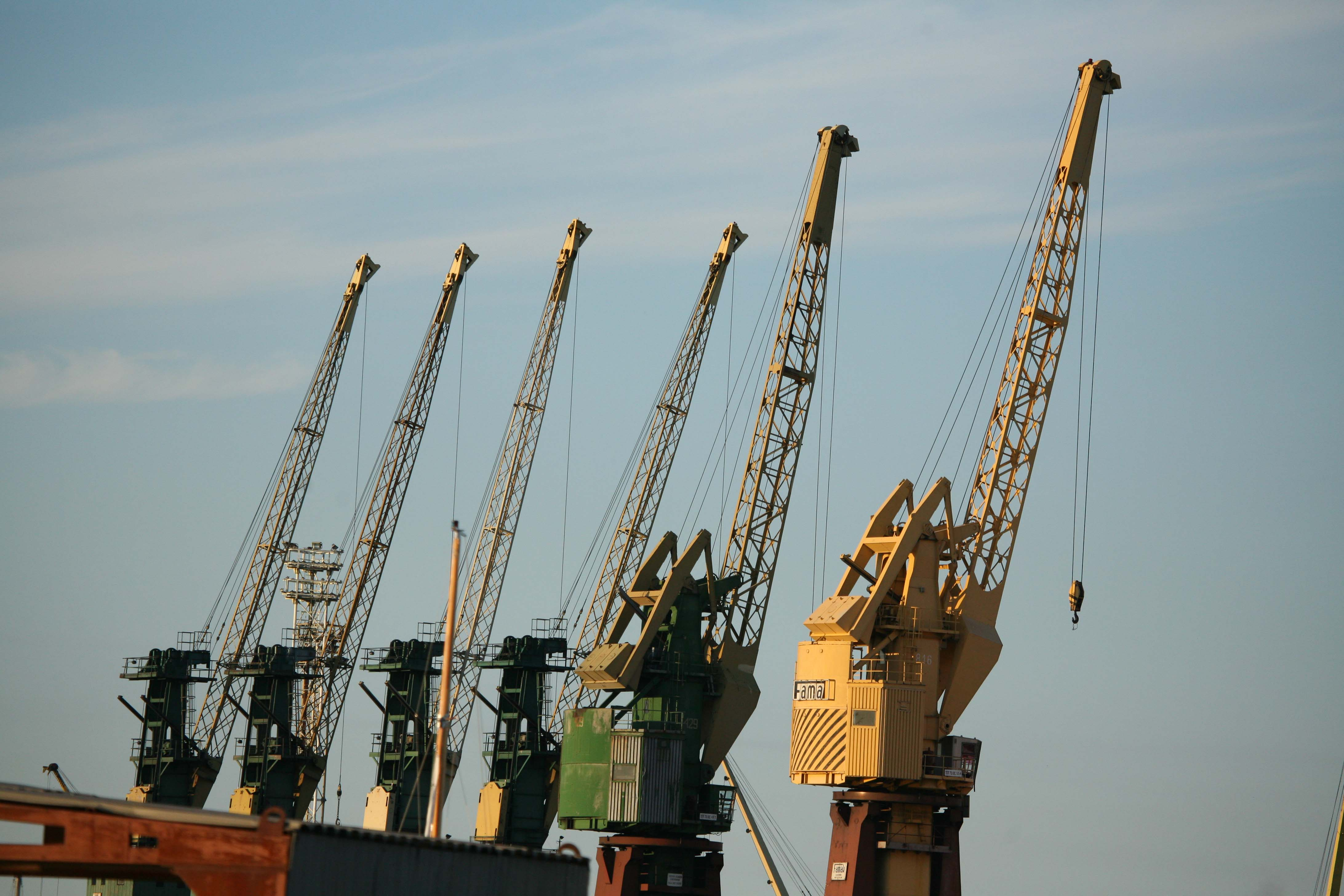
Dźwigi portowe

Całkowita długość nabrzeży w porcie Szczecin wynosi 23 380 m, z czego 19 833 m nadawały się do eksploatacji. Łączna długość nabrzeży o głębokości powyżej 10,9 m nadających się do eksploatacji wynosiła 1374 m. Całkowita długość nabrzeży przeładunkowych nadających się do eksploatacji wynosiła 14 596 m.
Port morski Szczecin ma 103 nazwane nabrzeża: Huty, Cementowe, Fosforowe, Południowe, Fosforowe Dalby, Snop, Bunkrowe, Huk, Żeglugowy Basen, Hydrograficzne, BTP, BON, Mak, Jachtowy Basen, Golęcińskie, Oko, Oko Basen, Cal, Drab II, Młyński Basen, Drab III, Warsztatowy Basen, Warsztatowe, Promowy Basen, Wulkan, Drzetowskie Północne, Drzetowskie Południowe, Odra Stare, Odra Nowe, Wrocławskie, Warszawskie, Radomskie, Kieleckie, Gdyńskie, Gdańskie, Przydekowe, Kaszubskie, Łańcuchowe, Mazowieckie, Wyposażeniowe, Gnieźnieńskie, Krakowskie, Arsenał, Kapitanatu, Pasażerskie, Bulwar Chrobrego, Wieleckie, Starówka, Bułgarskie, Tureckie, Rosyjskie, Kubańskie, Jugosłowiańskie, Albańskie, Greckie, Egipskie, Rumuńskie, Węgierskie, Polskie, Angielskie, Belgijskie, Holenderskie, Luksemburskie, Zbożowe, Niemieckie, Słowackie, Czeskie, Spółdzielcze, Fińskie, Ciche, PRCiP, Przemysłowe, Farblak, Remontowe, PRO, Nowe, Elektrowni, CPN-3, Parnickie, Naftowe, CPN-1, Sosnowieckie, Kokschemii, Opolskie, Dolnośląskie, Noteckie, Gorzowskie, Drawskie, Górnośląskie, Poznańskie, Toruńskie, Bydgoskie, Rybnickie, Wałbrzyskie, Czołowe, Pirs, Bytomskie, Południowe, Gliwickie, Chorzowskie, Katowickie, Zabrzańskie, Dąbrowieckie.
- na Odrze na wysokości południowej części nabrzeża Huty (Kra) – obrotnica o średnicy 230 m;
- u zbiegu Przekopu Mieleńskiego i Kanału Grabowskiego – obrotnica o średnicy 280 m;
- u zbiegu Przekopu Mieleńskiego i Parnicy – obrotnica o średnicy 300 m;
- w basenie Górniczym: naprzeciw nabrzeża Katowickiego, Taśmowca i wejścia do basenu Górnośląskiego – obrotnica o średnicy 300 m;
- u zbiegu kanałów Grabowskiego i Dębickiego – obrotnica o średnicy 220 m;
- w porcie centralnym (na wysokości nabrzeża Albańskiego) – obrotnica o średnicy 190 m;
- na Parnicy naprzeciw wejścia do basenu Elektrowni i południowego wejścia na Kanał Wrocławski – obrotnica o średnicy 130 m;
- obrotnica przy południowym krańcu Wyspy Grodzkiej – obrotnica o średnicy 120 m;
- obrotnica u zbiegu Parnicy i Regalicy – obrotnica o średnicy 120 m.

## Infrastruktura przeładunkowa
W głównym ciągu komunikacyjnym rejonu przeładunków drobnicy konwencjonalnej znajduje się Zachodniopomorskie Centrum Logistyczne, które obejmuje powierzchnię 20 ha. Dochodzą do niego tory kolejowe i drogi dojazdowe. W jego obrębie istnieje parking dla 40 samochodów ciężarowych. Na terenie centrum operatorzy logistyczni budują magazyny niskiego i wysokiego składowania, chłodnie, punkty obsługi taboru, zaplecze usługowe dla klientów.

### Terminale przeładunkowe

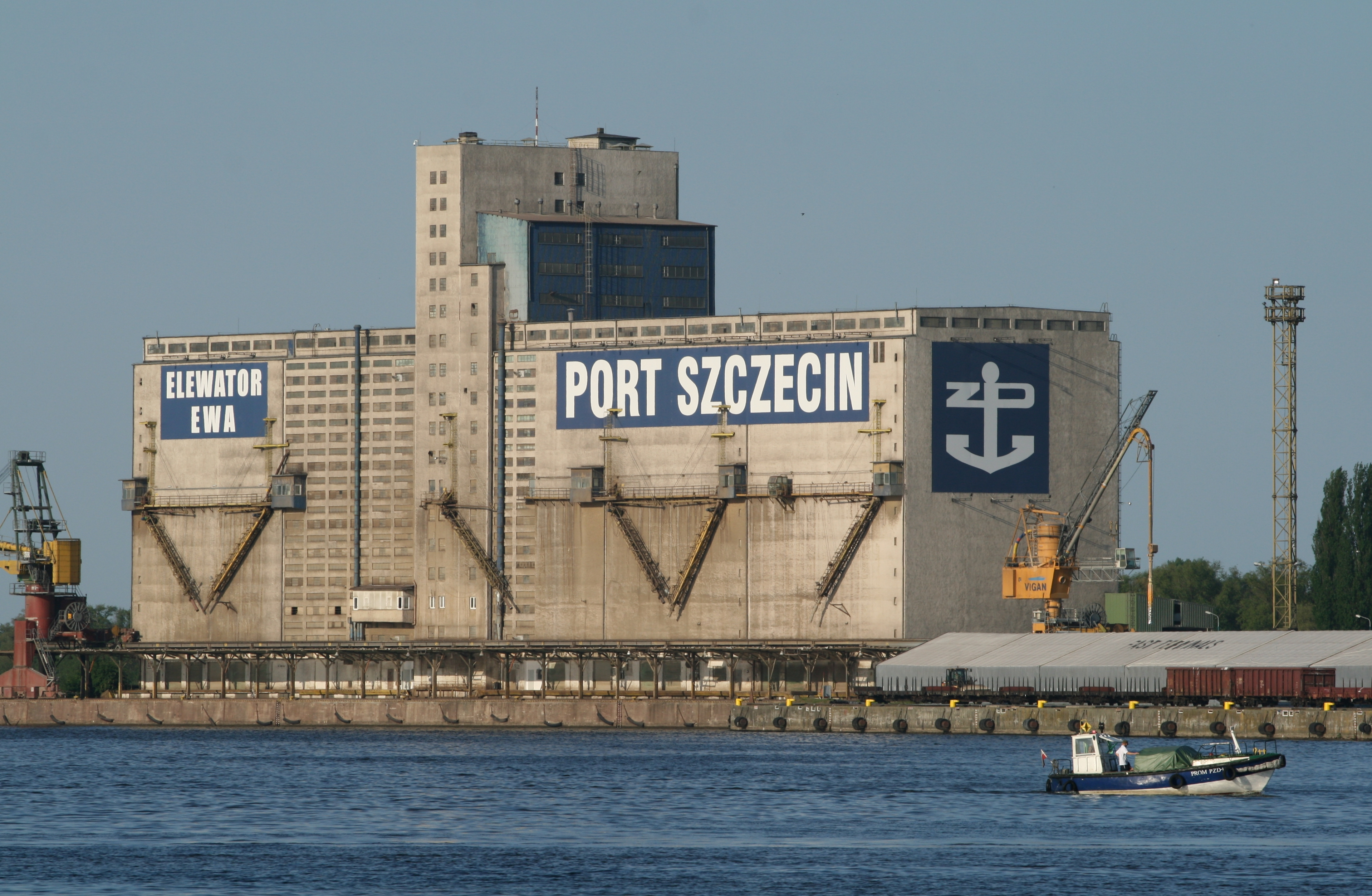
Elewator zbożowy „Ewa”

Na terenie portu znajdują się bazy specjalistyczne:
- baza kontenerowa (Ro-Ro) przy nabrzeżach Czeskim i Słowackim oraz nowo wybudowana baza kontenerowa przy nabrzeżu Fińskim;[potrzebny przypis]
- baza przeładunku paliw w basenie Górnośląskim – CPN-1 (dla statków do 1700 DWT);[potrzebny przypis]
- bazy przeładunku paliw na Parnicy: CPN-2 (dla statków do 25 000 DWT), CPN-3 (dla statków do 2000 DWT), CPN-4 (dla statków do 10 000 DWT);[potrzebny przypis]
- baza przeładunku węgla – nabrzeża w basenie Górniczym: pirs taśmowca, Chorzowskie, Gliwickie, Bytomskie, Wałbrzyskie i Katowickie;[potrzebny przypis]
- baza przeładunku rudy i fosfatów – nabrzeże Katowickie w basenie Górniczym.[potrzebny przypis]

Szczeciński terminal węglowy posiada wywrotnicę wagonową o zdolności przeładunkowej 1000 ton/h, żurawie o udźwigu do 16 ton, powierzchnię z możliwością składowania 200 tys. ton. Terminal, którego główną część stanowi uruchomiony w listopadzie 1951 taśmowiec, składa się z wywrotnicy wagonów, systemu taśmociągów, usytuowanej na pirsie wieży załadowczej (z dwoma ramionami załadowczymi) oraz z placu składowego. Od 2017 r. taśmowiec nie jest już eksploatowany.
Na obszarze portu istnieje największy na polskim wybrzeżu elewator zbożowy „Ewa”, o pojemności 75 tys. m³, w którym odbywają się przeładunek, składowanie, ważenie, suszenie zboża oraz kontrola fitosanitarna. Oprócz elewatora „Ewa” na terenie portu funkcjonują 3 inne elewatory, których łączna pojemność wynosi 70 tys. NRT.
Dla obsługi ruchu kontenerowego roczna zdolność przeładunkowa terminalu wynosi 200 000 TEU.

### Wolny obszar celny

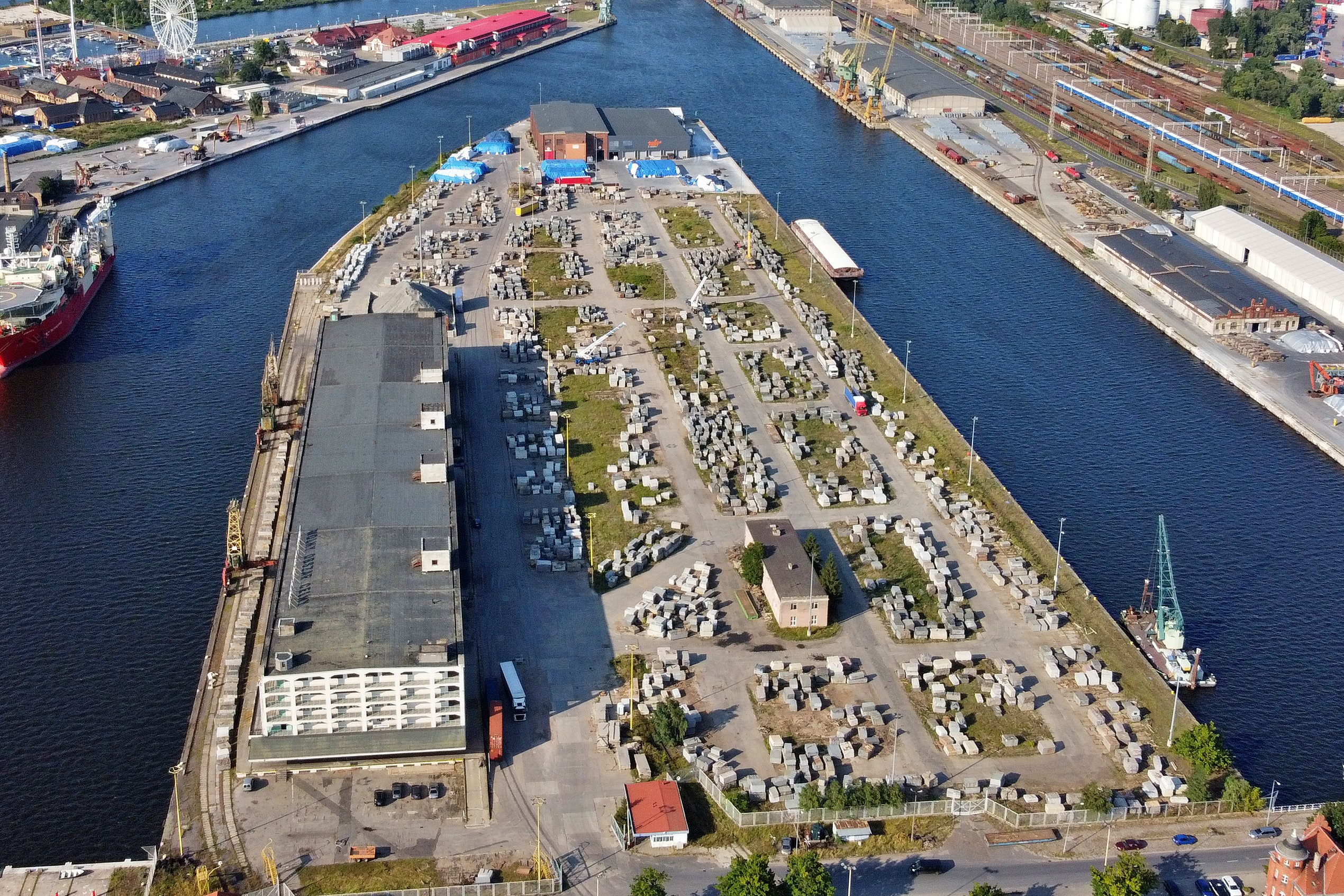
Wolny obszar celny w szczecińskim porcie

Port morski Szczecin posiada wolny obszar celny, w którym możliwe jest prowadzenie działalności handlowej i przemysłowej, oraz przetwarzanie lub uszlachetnianie towarów importowanych. Istnienie takiego obszaru pozwala na składowanie tu towarów spoza Unii Europejskiej bez ponoszenia cła i opłat importowych.
Szczeciński wolny obszar celny zlokalizowany jest w drobnicowym rejonie portu morskiego Szczecin, we wschodniej części Łasztowni. Obszar ten obejmuje tereny o powierzchni 11,47 ha.
Na obszarze jest pięć nabrzeży (Rosyjskie, Kubańskie, Jugosłowiańskie, Albańskie, Greckie) o łącznej długości 1377 m, przy których mogą cumować statki o maksymalnym zanurzeniu 7,7 m i nośności 10 000 DWT. Na obszarze wolnego obszaru celnego znajdują się także otwarte place składowe o łącznej powierzchni 60 tys. m² oraz dwa magazyny wielokondygnacyjne o łącznej powierzchni 22 tys. m². Składowane są tam głównie: bloki granitowe, ziarno kakaowe i aluminium.

## Transport lądowy

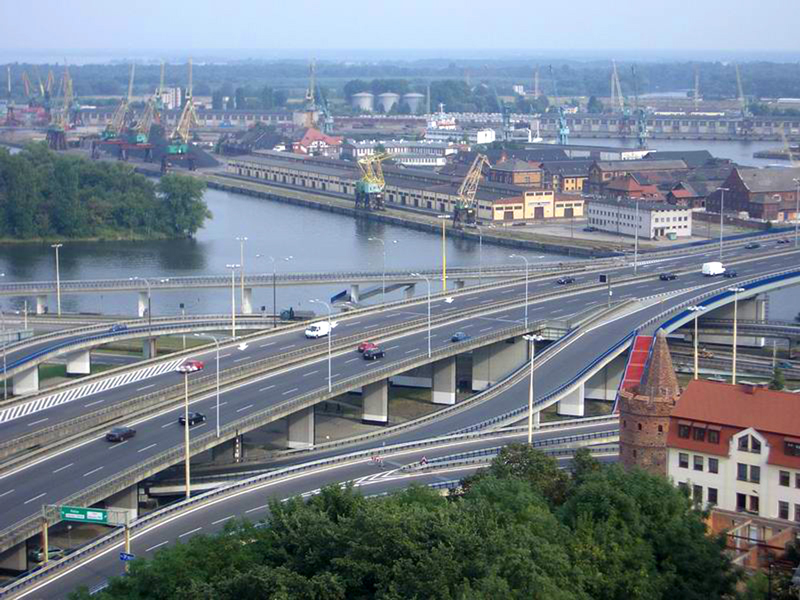
Trasa Zamkowa nad Odrą oraz nabrzeże Wieleckie

Port morski Szczecin jest skomunikowany autostradą z Berlinem i siecią zachodnioeuropejskich autostrad. Znajduje się w korytarzu komunikacyjnym Północ-Południe poprzez drogową trasę europejską E65 oraz magistrale kolejowe E59 i E-C59.
Główną drogą łączącą port w Szczecinie z siecią dróg i autostrad jest odcinek drogi krajowej nr 10 (ulice: Eskadrowa, Gdańska, Energetyków). Droga ta przebiega przez południową część portu i łączy go z autostradą A6, drogą ekspresową S3, a także drogą krajową nr 3.
Autostrada A6 biegnie w kierunku południowo-zachodnim okrążając Szczecin i wiedzie do granicy polsko-niemieckiej i autostrady A11, łączącej port morski Szczecin z Berlinem i siecią europejskich autostrad.
Droga ekspresowa S3 biegnie w kierunku północnym do Świnoujścia. Jest ona kontynuacją drogi krajowej nr 3 wiodącej przez Jelenią Górę, Zieloną Górę i Gorzów Wielkopolski. Drogi te są częścią trasy europejskiej E65 biegnącej z południa Grecji przez Zagrzeb, Pragę na północ w kierunku Szczecina, Świnoujścia i poprzez przeprawę promową do Ystad i Malmö w Szwecji.
Drogą przechodzącą ponad południowo-zachodnią częścią portu jest Trasa Zamkowa, będąca częścią drogi wojewódzkiej nr 115, która odchodzi od drogi krajowej nr 10 i biegnie przez centrum Szczecina i dalej w kierunku północno-zachodnim do granicy polsko-niemieckiej.
Funkcję głównego dworca towarowego do obsługi kolejowej szczecińskiego portu pełni stacja Szczecin Port Centralny na LK nr 273, biegnącej z Wrocławia przez Zieloną Górę i Kostrzyn nad Odrą. Szczecin Port Centralny jest częścią rozbudowanego szczecińskiego węzła kolejowego.
Dostęp do transportu kolejowego ma większa część południowej części portu. Linie kolejowe są doprowadzone do większości nabrzeży na Łasztowni, a także przy południowych nabrzeżach rzeki Parnicy, Basenu Górnośląskiego, Basenu Noteckiego, Basenu Warty, Basenu Górniczego i Basenu Kaszubskiego.

## Walory turystyczne i ruch pasażerski

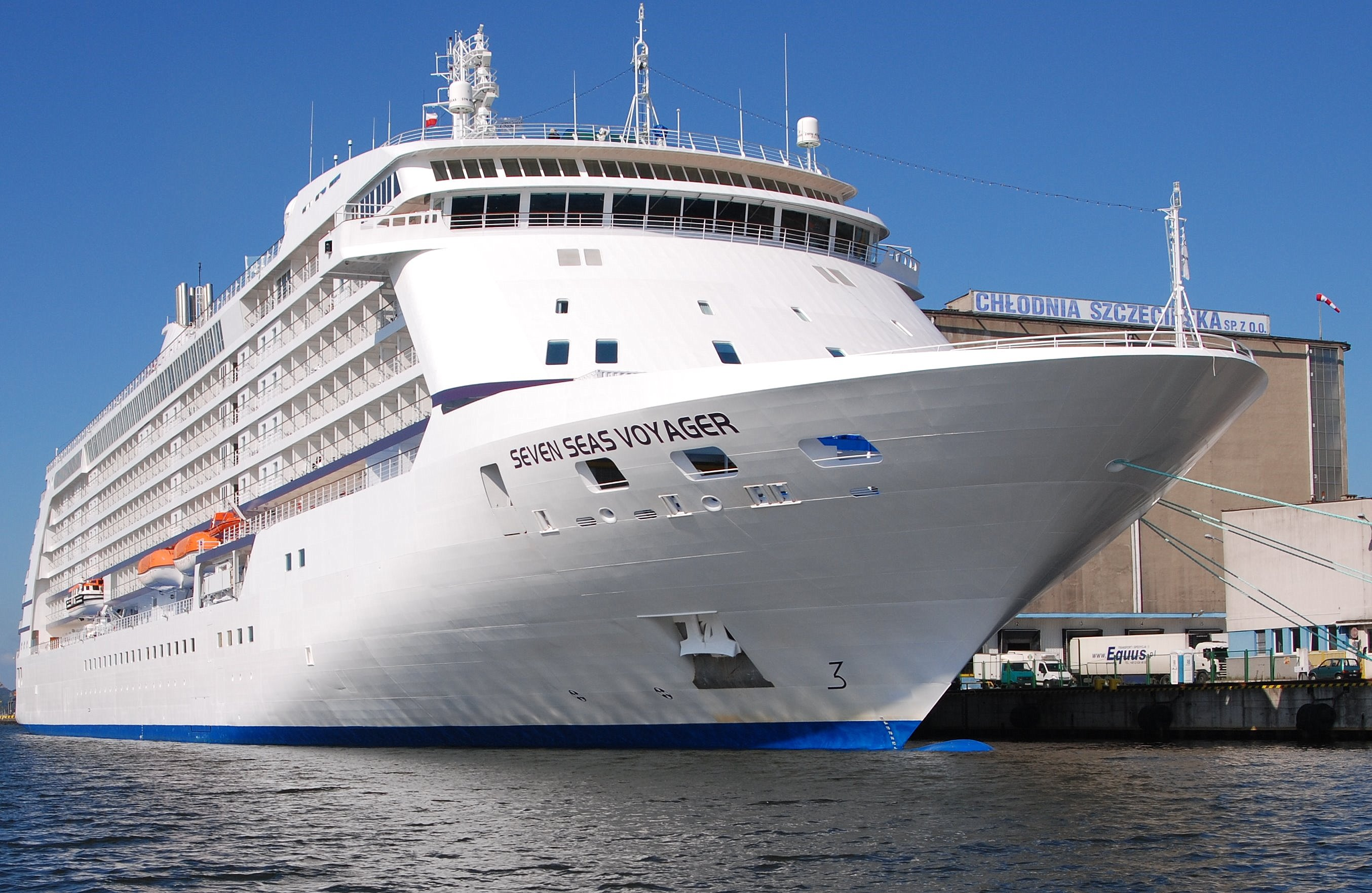
Wycieczkowiec MS Seven Seas Voyager przy nabrzeżu Polskim

Bogactwo naturalnego krajobrazu dolnej Odry, w którą wkomponowany jest port z licznymi kanałami, wyspami, basenami sprawia, że na obszarze tym poza działalnością typowo portową, prowadzona jest także działalność turystyczna. Ruch turystyczny i pasażerski obsługiwany jest przez Dworzec Morski Żeglugi Szczecińskiej przy ul. Jana z Kolna. Stąd statek białej floty wypływa w rejsy po porcie, organizowane są także rejsy po naturalnych akwenach dolnej Odry i jeziorze Dąbie. Port odwiedzany jest przez zarówno śródlądowe, jak i pełnomorskie statki wycieczkowe.

## Historia
Pierwszy szczeciński port był położony w naturalnej zatoczce Odry, naprzeciw wypływającej odnogi Odry – Duńczycy. Port rozbudowano wzdłuż wschodniej części podgrodzia Wzgórza Zamkowego znajdującego się nad brzegiem Odry.
Od połowy XI wieku zaczęli tu napływać osadnicy, którzy założyli przystań na południe od słowiańskiego podgrodzia. Oba nabrzeża zostały połączone po 1243 roku, gdy książę Barnim I nadał Szczecinowi prawa miejskie. W 1278 roku miasto zostało członkiem Hanzy.
W 1283 wzmiankowano Most Długi na Odrze, który łączył oba brzegi rzeki i pozwolił rozbudować port na Łasztowni. Nadano wtedy Szczecinowi prawo składu wszystkich towarów przywożonych do jego portu. Na zachodnim brzegu Odry zbudowano 5 drewnianych pomostów przeładunkowych o długości 10–20 m, do których były poprowadzone tzw. bramy wodne ułatwiające komunikację portu z miastem.

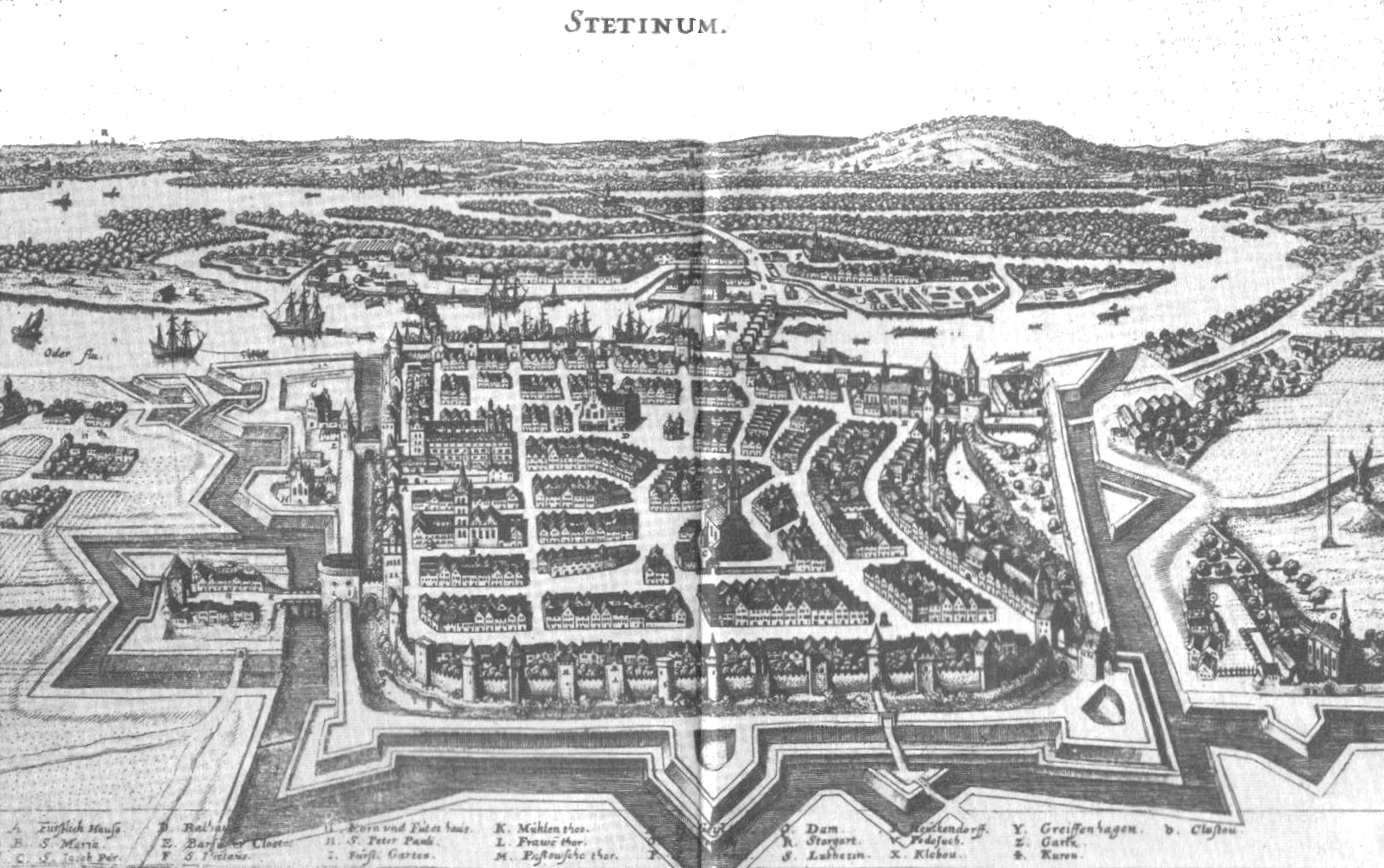
Mapa Lukasa Schmitzera z ok. 1660 na podst. mapy Meriana wyd. w 1652

W 1307 roku Szczecin otrzymał od księcia Ottona I obszar Odry poniżej miasta do odgałęzienia rzeki Świętej oraz odcinek Regalicy pomiędzy Podjuchami a jeziorem Dąbie. Miasto miało także obowiązek utrzymania drożności toru wodnego i budowy nabrzeży przeładunkowych na własny koszt. Po 1648 roku w wyniku pokoju westfalskiego Szczecin należał do Królestwa Szwecji. Obowiązywały wtedy wysokie cła uniemożliwiające rozwój handlu.
Decyzją elektora brandenburskiego Joachima Fryderyka (1603) w latach 1605–1620 powstał Kanał Finow (niem. Finowkanal), dzięki któremu Berlin uzyskał bezpośrednie połączenie wodne z portem w Szczecinie; kanał funkcjonował do rozwoju pomorskiego teatru działań wojny trzydziestoletniej. Kolejną drogę wodną łączącą Odrę ze Sprewą – Kanał Fryderyka Wilhelma – wybudowano w latach 1662–1668. Po 1679 roku obniżono cła dla szczecińskich kupców i zniesiono opłaty celne na wyroby szczecińskich manufaktur, co rozwinęło handel morski i lądowy. Przez wieki, aż do drugiej połowy XIX wieku rozwój portu ograniczał się do brzegów Odry między mostami Długim i Kłodnym. Do powiększenia obszaru portowego przystąpiono w ostatnich dekadach XIX wieku. Najpierw wybudowane zostały nabrzeża na Duńczycy.
W 1877 roku został wybudowany na Kępie Parnickiej dworzec kolejowy z linią kolejową łączącą port z linią kolejową prowadzącą do Kostrzyna nad Odrą, a w kolejnym roku doprowadzono linię do nowych nabrzeży przy Duńczycy. Dworzec ten zlikwidowano w 1896 roku pozostawiając nowoczesny układ kolejowy obsługujący port.
W 1880 roku oddano do użytku Kanał Piastowski, który skrócił drogę wodną ze Szczecina do Świnoujścia.
W 1894 roku rozpoczęła się budowa portu wolnocłowego na Łasztowni. W kolejnym roku oddano do użytku Kanał Wrocławski łączący Duńczycę i Parnicę. W 1898 otwarto port wolnocłowy. Najpierw oddano do użytku Basen Wschodni, a następnie, w 1910, Basen Zachodni. Strefa wolnocłowa portu zajmowała wówczas 60 ha, w tym 22 ha akwatorium. W 1911 roku nad dolną Parnicą (nad jej wschodnim odcinkiem) rozpoczęto budowę portu przemysłowego, gdzie w 1917 roku oddano do użytku rozległy Basen Górnośląski. W 1912 powstała też elektrownia portowa przy ul. Gdańskiej. Ukończony port w 1922 roku posiadał trzy nabrzeża przeładunkowe. W kolejnym roku porty miejski i państwowy połączyły się w Szczecińskie Towarzystwo Eksploatacji Portu (niem. Stettiner Hafen Betriebsgesellschaft). W latach 20. XX wieku rozpoczęto budowę murowanych magazynów, zaczęto zastępować pale drewniane palami betonowymi, budowano wciąż nowe pomosty, nabrzeża, suwnice, wywrotki i dźwigi. W roku 1931 rozszerzono tereny portowe o wyspę Ostrów Grabowski.
| Rok  | Import [tys. ton] | Eksport [tys. ton] | Razem [tys. ton] |
| ---- | ----------------- | ------------------ | ---------------- |
| 1930 | 4255              | 1991               | 6246             |
| 1931 | 2307              | 1461               | 3768             |
| 1932 | 2264              | 1074               | 3338             |
| 1933 | 3083              | 1379               | 4462             |
| 1934 | 3854              | 1771               | 5725             |
| 1935 | 3048              | 2223               | 6071             |
| 1936 | 4184              | 4064               | 8248             |
| 1937 | 4872              | 3458               | 8330             |
| 1946 | 4,642             | 40,008             | 44,650           |

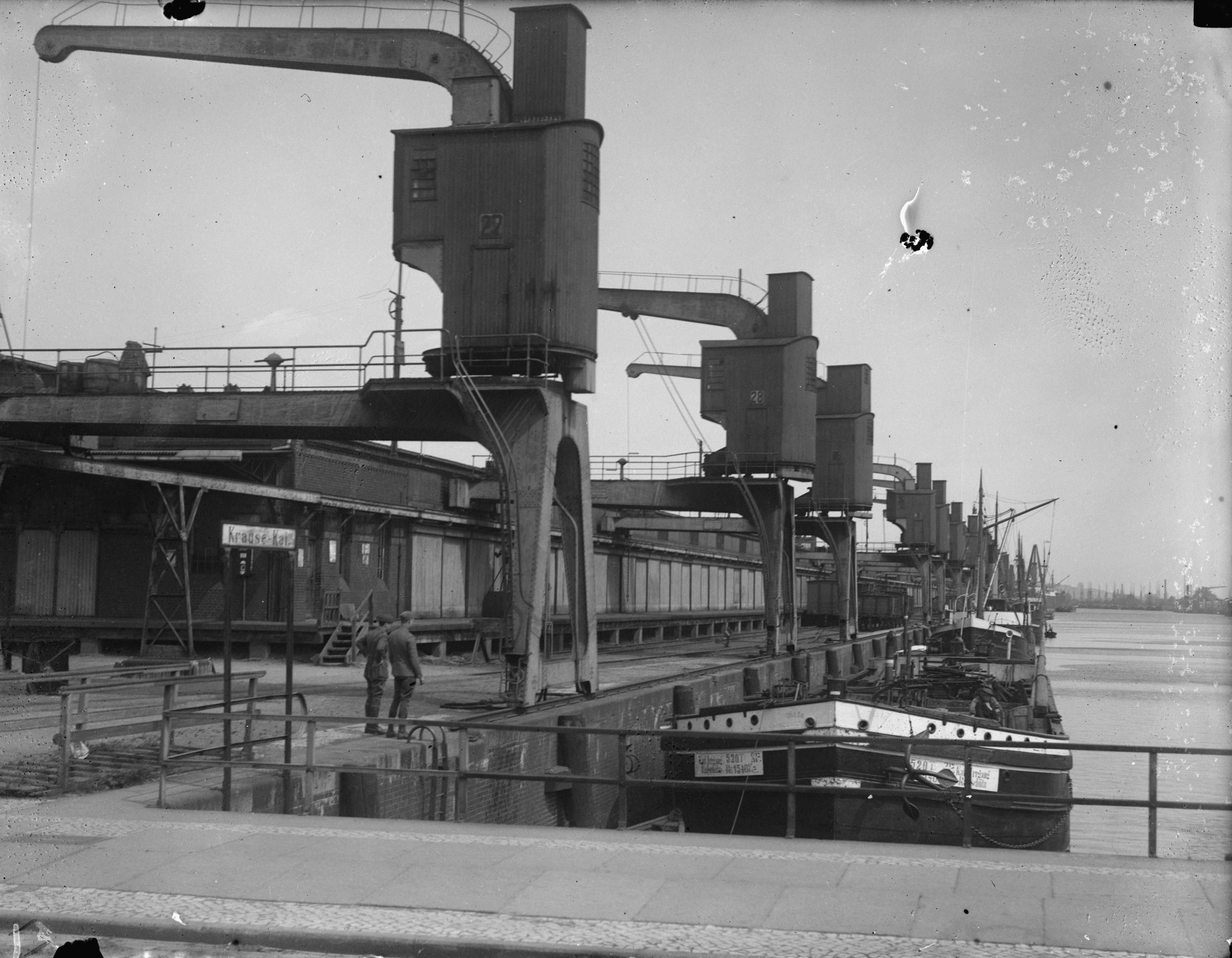
Basen Wschodni w 1919

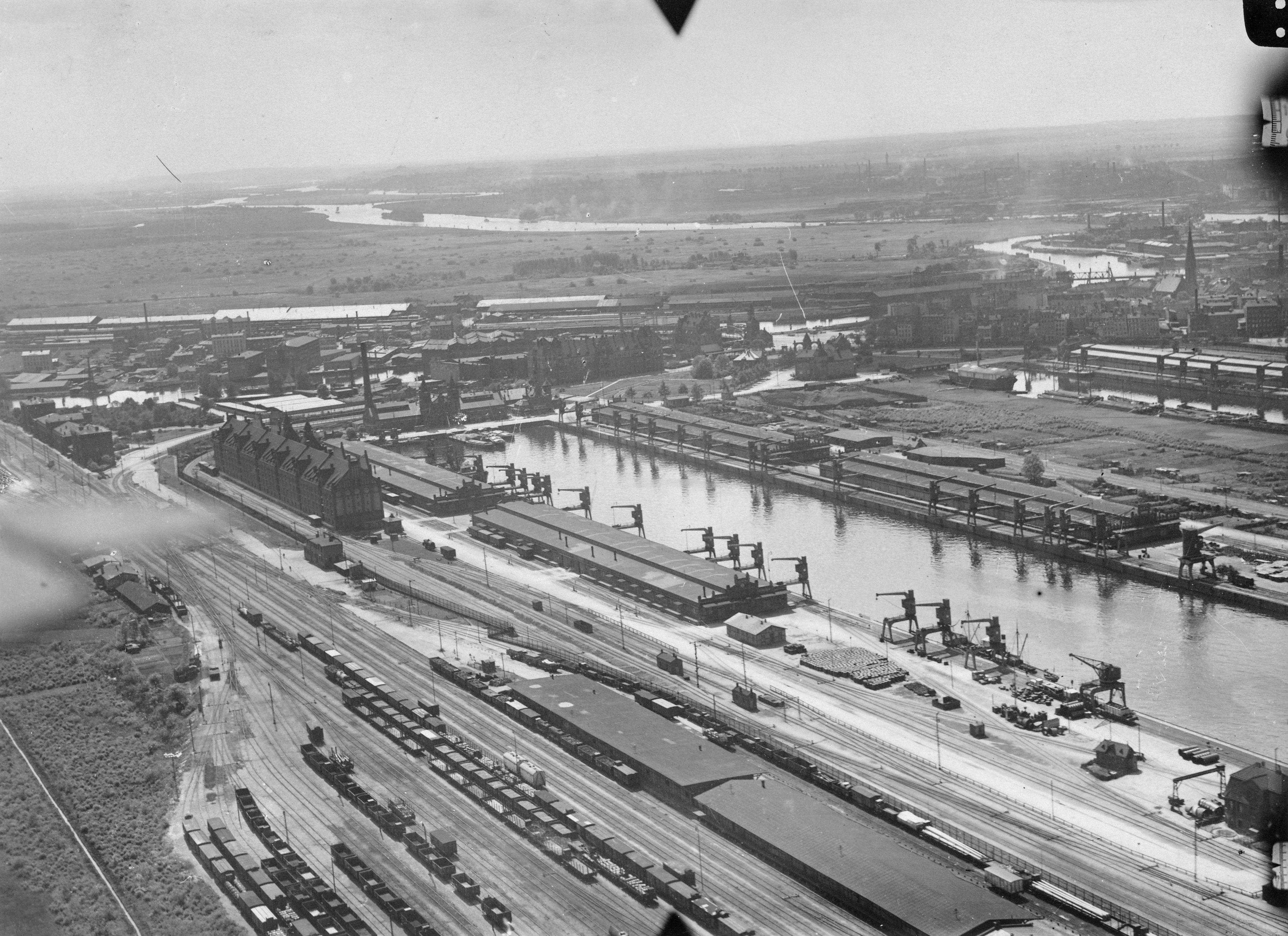
Port wolnocłowy w 1920

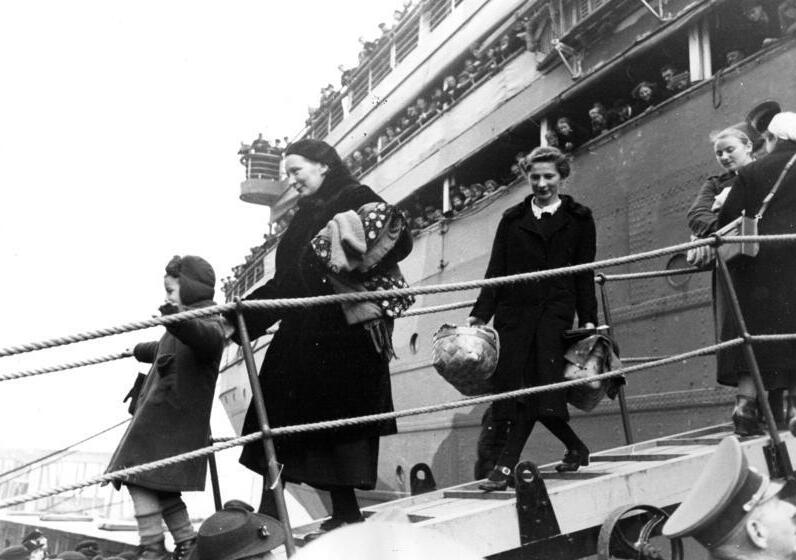
Przesiedleńcy niemieccy schodzący z lewej burty statku "General Steuben"

Masowe bombardowania w końcowej fazie II wojny światowej zupełnie unieruchomiły port, zniszczony dodatkowo przez oddziały niemieckie przed opuszczeniem miasta i niszczone także przez dywersantów już po zajęciu miasta przez wojska radzieckie. Inwentaryzacja powojenna wykazała w porcie 80% zniszczeń. Zniszczone były urządzenia (np. wszystkie 152 dźwigi), akweny były zatarasowane wrakami, tor wodny dodatkowo zamulił się w wyniku braku konserwacji. Początkowo uruchomieniem i użytkowaniem centralnej części portu zajmowały się wojsko radzieckie i radziecka komendantura portu. Od marca 1946 r. rozpoczął się proces przekazywania portu administracji polskiej. Pierwszym oddanym jego fragmentem był Rejon Portowy Dolnej Odry o długości użytkowej nabrzeży ok. 6,3 km (cały port – 36,5 km), który nigdy wcześniej portem sensu stricto nie był. Były to głównie nabrzeża płytkich i małych basenów przed wojną należące do licznych zakładów zlokalizowanych na brzegu Odry Zachodniej wskutek działań wojennych zniszczone i nienadające się do bezpośredniego wykorzystania. Ulokowano w nich przystanie Oko, Mak, Huk, Snop, Ucho, Kra i Fant. Pierwszy statek z repatriantami przypłynął do Szczecina 4 kwietnia 1946 r. Do końca tego roku przez port szczeciński wróciło do Polski 49 720 repatriantów, a wyjechało z Polski 43 152 obywateli niemieckich.
Cały port przejęty został przez polskie władze portowe 19 września 1947 r. Zasadnicze prace związane z odbudową portu prowadzone były w ramach tzw. planu trzyletniego w latach 1947–1949. W efekcie zdolność przeładunkowa portu zwiększyła się z 98 tys. t/rok (obrót w ruchu morskim wyniósł ok. 45 tys. t) w 1946 roku do 5,9 mln t/rok w 1959 r.. W 1974 port został odznaczony Orderem Sztandaru Pracy I klasy.
W 1989 r. w porcie został ustanowiony wolny obszar celny. Działalność eksploatacyjna została podjęta 1 lipca 1995 roku na obszarze o powierzchni 4,49 ha. W 2000 r. poszerzono wolny obszar celny do 19,39 ha, a następnie w 2005 r. do 19,66 ha.
W dniach 4–7 sierpnia 2007 odbył się w porcie finał Operacji Żagiel – The Tall Ships’ Races (po odwiedzeniu kolejno – duńskiego Århus, fińskiej Kotki i szwedzkiego Sztokholmu) międzynarodowych regat żaglowców. Organizatorzy twierdzą, że teren zlotu odwiedziły 2 miliony ludzi.